# Cotam 001
Cotam Unité er flyvekontroltjenestens officielle kaldesignal på det franske luftvåbens fly, der befordrer Frankrigs præsident.
Fra 1960 til 1994 var COTAM akronym for eskadrillen Commandement du transport aérien militaire, som senere blev til Escadron de transport, d'entrainement et de calibration (ETEC 65).
I 2010 fik eskadrillen et Airbus A330-200 som nyt præsidentfly, der afløste to Airbus A319.